# Månadens stockholmare
Månadens stockholmare utses nästan varje månad av Stockholms stad. För att bli utsedd ska man till exempel ha gjort något bra för Stockholm, vara en känd Stockholmsprofil eller ha ett intressant Stockholmsminne att berätta om.
Även tidningen Stockholm City brukar utse en "månadens stockholmare", men där görs det genom en omröstning bland läsarna och de brukar oftare utse idrottare.

## Månadens stockholmare utsedda av Stockholms stad

### 1996
- Januari 1996: Olof Stenhammar
- Februari 1996: Seiija Hyvönen-Mammen
- Mars 1996: Jan Viktorsson
- April 1996: Katarina Frostenson
- Maj 1996: Håkan Waxegård
- Juni 1996: Elsie Grip
- Juli 1996: Udayan Parmar och Shubha Parmar
- Augusti 1996: Åsa Myrgård
- September 1996: Brian Mooney
- Oktober 1996: Hans Svensson
- November 1996: Titiyo Jah
- December 1996: Stefan Johnson

### 1997
- Januari 1997: Jörgen Kleist
- Februari 1997: Carina Rydberg
- Mars 1997: Oscar Mura
- April 1997: Philippe Plöninge
- Maj 1997: Bengt Carling
- Juni 1997: Petra Larsson
- Juli 1997: Lousie Jarnebäck
- Augusti 1997: Ragnar Arvenäs
- September 1997: Emma Gauffin
- Oktober 1997: Petter Mattsson
- November 1997: Rolf Zetterlund
- December 1997: David Elliott

### 1998
- Januari 1998: Roland Pöntinen
- Februari 1998: Carin Fischer
- Mars 1998: Anna Norrby

### 2001
- Oktober 2001: Suzanne Reuter
- November 2001: Sören Cratz
- December 2001: Inga Pagréus

### 2002
- Januari 2002: Martin Kellerman
- Februari 2002: Riitta-Leena Karlsson
- Mars 2002: Nabila Al-Fakir
- April 2002: Kim Martin
- Maj 2002: Fredrik Lindström
- Juni 2002: S:t Erik
- Juli 2002: Carin Flemström
- Augusti 2002: Carl Cederschiöld
- September 2002: Ricardo-Osvaldo Alvarado
- Oktober 2002: Berit Svedberg
- November 2002: Annika Billström
- December 2002: Kim Källström

### 2003
- Januari 2003: Katarina Hjalmarsson
- Februari 2003: Anders Tysk
- Mars 2003: Anders Nordstrand
- April 2003: Siw Wallin
- Maj 2003: Ingrid Dalén
- Juni 2003: Nélida Canchaya
- Juli 2003: Adam Webb Ware
- Augusti 2003: Celistine Makuiza
- September 2003: Linnea Tornebjer
- Oktober 2003: Benny Fredriksson
- November 2003: Jane Törnqvist
- December 2003: Ulf Östenius

### 2004
- Januari 2004: Martina Lind
- Februari 2004: Ulrika Hägglund
- Mars 2004: Estifanos Semere
- April 2004: Catti Brandelius
- Maj 2004: Hans Tell
- Juni 2004: Helén Jaktlund
- Juli 2004: Lasse Wirmark
- Augusti 2004: Viveka Petrén
- September 2004: Mohamed Elabed
- Oktober 2004: Boris Samuelsson
- November 2004: Lassaad Ben Naceur
- December 2004: Carolina Vilar

### 2005
- Januari 2005: Boris Pankin
- Februari 2005: Lottie Knutson
- Mars 2005: Olle Wästberg
- April 2005: Mia Engberg
- Maj 2005: Odd Fosseidbråten
- Juni 2005: Ing-Britt Eklund-Hammar
- Juli 2005: Kajsa Giertz
- Augusti 2005: Martin Stugart
- September 2005: Mathias Dahlgren
- Oktober 2005: Anna Holtblad
- November 2005: Barry Andersson
- December 2005: Gringo

### 2006
- Januari 2006: Tom Alandh
- Februari 2006: Helena Sigander
- Mars 2006: Danijela Rundqvist
- April 2006: Tobias Engstrand
- Maj 2006: Lasse Neman
- Juni 2006: Kommunal-Kalle
- Juli 2006: Stavros Louca
- Augusti 2006: Ingmari Pagenkemper
- September 2006: John Higson
- Oktober 2006: Pererik Åberg
- November 2006: Kristina Axén Olin
- December 2006: Yanan Li

### 2007
- Januari 2007: -
- Februari 2007: Ingemar Fasth
- Mars 2007: Sara Damber
- April 2007: Lars Imby
- Maj 2007: Ann-Marie Colak
- Juni 2007: Gustaf Lindencrona
- Juli 2007: Lillian Westerberg
- Augusti 2007: Tom Hedman och Sara Nordlund
- September 2007: Jan Stenmark
- Oktober 2007: Amelie Silfverstolpe
- November 2007: Anton Abele
- December 2007 och januari 2008: Michael Sohlman

### 2008
- Januari 2008: samma som i december 2007
- Februari 2008: Mira Bartov
- Mars 2008: Kristina Strömbäck och Ann-Charlotte Wallgren
- April 2008: Marie-Louise Arnheim
- Maj 2008: Harald Norbelie
- Juni 2008: Emerich Roth
- Juli 2008: Rigmor Gustafsson
- Augusti 2008: -
- September 2008: Marcus Marcus
- Oktober 2008: Sten Nordin
- November 2008: Tom Beyer
- December 2008: Carola Magnusson

### 2009
- Januari 2009: Lars Gustafsson
- Februari 2009: Henrik Ståhl
- Mars 2009: Maria Arneng
- April 2009: Lars Landelius
- Maj 2009: Pär Hedberg
- Juni 2009: Sukhpreet Sabharwal
- Juli 2009: Nina Strömse
- Augusti 2009 Claes Nyberg
- September 2009: Jaruwan Persson Bunpuckdee
- Oktober 2009:  Attila Szabo
- November och december 2009: Christer Fuglesang

### 2010
- Januari och februari 2010: Maria Lundin
- Mars och april 2010: Katarina Lidman och Tinne Tamker
- Maj 2010: Tom Meurling
- Juni 2010: Anders Tallgren
- September 2010: Stig Dingertz
- Oktober 2010: Maria Rankka
- November och december 2010: Jan Rapp

### 2011
(Det framgår inte av källan vilken person som hör till vilken månad.)
- Jan Rapp
- Saeid Esmaeilzadeh
- Eva-Britt Leander och Michael Frejd
- Jan Broman och Per Broman
- Karima Tice
- Stefan Thungren och Pelle Forshed
- Dilsa Demirbag-Sten
- Lasse Persson
- Niklas Hallberg
- Tomas Bannerhed

### 2012
(Månad framgår inte för alla av källan.)
- Tomas Bannerhed
- Lina Glans
- Johan Wendt
- Niclas Nordqvist
- November 2012: Jonas Gardell
- December 2012: Kristina Saudargaite

### 2013
- Januari 2013: Joachim Granit
- Februari 2013: Erik Stigell
- Mars 2013: Anna Denell
- April 2013: Erik Freudenthal
- Maj 2013: Margareta Norell Bergendahl
- Juni 2013: Catarina Falkenhav
- Juli 2013: Ana Milena Isacson och Abdukadir Ali
- Augusti 2013: Elisabet Söderlund
- September 2013: Mia Sjökvist
- Oktober 2013: Crister Svantesson
- November 2013: Rebecca Forsberg
- December 2013: Lars Heikensten

### 2014
- Januari 2014: Magnus Helmner
- Februari 2014: Anders Petersson
- Mars 2014: Anna Palmér
- April 2014: Aseffa Hailu och Krister Eyjolfsson
- Maj 2014: Steve Angello
- Juni 2014: Leif Eriksson Sjöblom
- Juli 2014: Petra Marklund
- Augusti 2014: Amir Farihadi
- September 2014: Tony Grimaldi
- Oktober 2014: Malin Gyunda
- November 2014: Karin Wanngård
- December 2014: Helén Magnusson

### 2015
- Januari 2015: André Bånghäll
- Februari 2015: Elisabeth Martin
- Mars 2015: Ebba Åkerman
- April 2015: Imre Nagy
- Maj 2015: Sissela Kyle
- Juni 2015: Martin Rask
- Juli 2015: Ida Troive och Annika Troselius
- Augusti 2015: Johan Rockström
- September 2015: Majid, närbutiksinnehavare i Hökarängen
- Oktober 2015: Stockholms moské och Katarina församling
- November 2015: Git Scheynius
- December 2015: Anders Sewerin och Johan Turesson